# Batalla de Platea
|  | Per a altres significats, vegeu «Batalla de Platea (431 aC)». |

La batalla de Platea o de Platees va ser la darrera batalla de les guerres mèdiques al sud de Grècia. Va tenir lloc el 479 aC entre una aliança de les polis gregues d'Esparta, Atenes, Corint, Mègara i d'altres contra els perses.

## Antecedents
Després de la derrota de la flota persa a la batalla de Salamina, van arribar a les orelles del rei Xerxes I de Pèrsia rumors de possibles insurreccions a Babilònia que el van fer decidir de marxar de Grècia deixant el seu parent Mardoni amb el control dels territoris conquerits i d'una fracció de l'exèrcit persa que Xerxes no es va endur. Mardoni, a través d'Alexandre I de Macedònia, va proposar una treva a Atenes oferint-los un govern autònom i ajuda persa per reconstruir la ciutat. Atenes va rebutjar-la i va demanar ajuda a Esparta, però els lacònics estaven més interessats a protegir el Peloponnès.
Quan els perses van tornar a ocupar el sud de Grècia, Mègara i Platea es van afegir a Atenes a demanar l'ajuda d'Esparta. Els espartans encara hi eren reticents, fent servir com a excusa la celebració d'un festival religiós. Finalment Xileu de Tègea, va convèncer els espartans fent-los veure el perill que suposaria per ells no que Atenes fos derrotada, sinó que Atenes acceptés l'oferta de Mardoni i s'aliés amb els perses contra ells.
Els espartans van enviar 45.000 homes sota el comandament de Pausànies, compostos per 5.000 esparciates (ciutadans guerrers de ple dret), 5.000 periecs (guerrers lliures sense ciutadania) i 35.000 hilotes (servents i esclaus). Era el contingent d'espartans més gran que mai apareixeria en batalla.
Quan Mardoni va assabentar-se de l'aproximació de l'exèrcit espartà, va afanyar-se a finalitzar la destrucció d'Atenes i es va retirar cap a Tebes.

## Preludi
Mardoni fortificà el riu Asop de Beòcia, confiant que els grecs serien incapaços d'unir-se en contra seu. Però els atenencs van reunir 8.000 homes i es van unir a la columna espartana fins a arribar al pas del mont Citeró, des d'on es podien defensar de les ràtzies perses. Mardoni va enviar una càrrega de cavalleria liderada per Masist per atacar els grecs, amb la intenció de provocar els grecs per fer-los sortir a camp obert i també per observar com se'n podia sortir la cavalleria persa enfrontant-se a la falange grega en un terreny muntanyós.
La càrrega va ser repel·lida pels megareus i els atenencs amb Olimipodor al capdavant. Masist va ser mort i la cavalleria fugí en retirada. Els grecs, als que ja s'hi havien unit contingents arribats d'altres polis, van sortir a camp obert.
La formació grega, segons Heròdot, es disposà de la següent manera: de dreta a esquerra, els espartans, tegeates, corintis, potideates, orcomenis, trezenis, lepreates, miceneus, fliasis, hermioneus, eretrieus, calcideus, ambracis, leucadis, paleus, eginetes, megareus i atenesos.
La formació persa aparellava els perses contra espartans i tegeates; medes contra corintis, potideates i orcomenis; bactrians contra trezenis, lepreates, miceneus i fliasis; indis contra hermioneus, eretris i calcideus; saces contra ambracis, leucadis, paleus i eginetes; i els aliats grecs dels perses contra els plateeus i atenesos. Els perses tenien encara més forces al seu camp: frigis, misis, tracis, peonis, etíops i egipcis armats tan sols amb ganivets.
Els dos exèrcits van estar acampats l'un d'avant de l'altre durant 10 dies, amb tan sols petites ràtzies esporàdiques des d'ambdós cantons. En un atac, els perses van aconseguir desviar la font d'aigua dels grecs, i van capturar un comboi amb 500 caps de bestiar, obligant els grecs a traslladar el campament. Finalment Mardoni, en un consell de guerra en el qual el seu general Artabazus va urgir a retirar-se a Tebes, va decidir atacar.

## L'exèrcit grec
L'historiador Heròdot d'Halicarnàs va xifrar les forces gregues a Platea en 110.000 homes, compostos per 38.700 hoplites i 71.300 tropes lleugeres.
L'origen dels hoplites per polis que ens ofereix és la següent: 10.000 d'Esparta, 8.000 d'Atenes, 5.000 de Corint, 3.000 de Mègara, 3.000 de Sició, 1.500 de Tègea, 1.000 d'Orcomen, 1.000 de Trezè, 1.000 de Fliünt, 800 d'Epidaure, 800 de Lèucada i Anactòrion, 600 de Platea, 600 d'Arcàdia, 600 d'Erètria i Estira, 500 d'Egina, 500 d'Ambràcia, 400 de Calcis, 400 de Micenes i Tirint, 300 de Potidea, 300 d'Hermíona, 200 de Cefal·lènia i 200 de Lèpreon.
De les tropes lleugeres, 35.000 eren els helotes espartans, 1.800 eren tespieus, i els 34.500 restants provenien d'altres ciutats (aproximadament un per hoplita). El nombre d'helotes és disputat, ja que implica una proporció de set helotes per espartà. Alguns historiadors han acceptat aquestes xifres i les han fet servir per estimar un cens de la població de Grècia en aquells temps. D'altres asseguren que els nombres són exagerats.

## L'exèrcit persa
També segons Heròdot, Mardoni tenia sota les seves ordres 300.000 perses, dels quals els 50.000 comandats per Artabazus no van prendre part en la lluita per desacords en les tàctiques a seguir. La versió de l'historiador Ctèsies, que va escriure una història de Pèrsia al segle iv aC, va quantificar 120.000 perses. La xifra de 300.000 perses ha estat qüestionada pels historiadors moderns, que estimen la xifra en 250.000

## Desenvolupament tàctic
La batalla va començar amb una càrrega de la cavalleria persa contra els espartans, que es van retirar fins a les muntanyes on es trobaven protegits dels atacs a cavall. La infanteria persa va arribar tot seguit deixant els espartans bloquejats a les muntanyes. Aviat la totalitat de la infanteria ja havia entrat en un combat acarnissat cos a cos.
La infanteria persa, tot i que numèricament superior, no estava tan ben equipada com la grega. La primera línia dels perses era composta pels sparabara, defensats amb grans escuts rectangulars de vímet que resultaven molt efectius per defensar-se de fletxes, però no eren prou forts per aturar l'envestida de les llances.
Els perses van formar un mur d'escuts i van començar a llançar pluges de fletxes sobre els espartans i els tegeates. Després d'una estona suportant les fletxes els tegeates van atacar, i els espartans van seguir-los.
Les llargues llances gregues proporcionaven avantatge tàctica sobre les espases i llances curtes perses, i defensivament els grans escuts de vímet no eren comparables ni en maniobrabilitat ni en resistència amb els escuts de bronze grecs. De tota manera, la batalla no va quedar decidida fins que Mardoni no va morir a mans d'un veterà espartà.
Aleshores el persa Artabazos, que havia intentat convèncer Mardoni d'evitar la batalla, va prendre el comandament i immediatament va ordenar retirada, permetent als grecs de capturar el seu campament. Els perses van fugir de forma desordenada i els grecs van causar una gran mortaldat entre les seves files.